# 丙基膦
丙基膦是一种有机磷化合物，化学式为C3H9P，它是异丙基膦的同分异构体。它可由丙基膦酸二乙酯和氢化铝锂反应制得，或通过磷二氢化钠（或磷二氢化锂）与卤代丙烷反应得到。它和甲醛在盐酸溶液中反应，可以得到三羟甲基丙基氯化𬭸（CAS No. 91773-04-5）。